# Wienerfilharmonikernas nyårskonsert 1971
Wienerfilharmonikernas nyårskonsert 1971 räknas som den 31:a Nyårskonserten från Wien och ägde rum den 1 januari 1971 i Wiens Musikverein. Den dirigerades för 17:e gången gången av Willi Boskovsky. Det var den 13:e nyårskonserten vars 2:a del sändes på TV via Eurovision. Det sändes också för femte gången på Intervision, TV-föreningen för de tidigare socialistiska staterna.

## Historia
Strikt räknat var det Wienerfilharmonikernas 26:e nyårskonsert, eftersom det inte var förrän 1946 som Josef Krips introducerade denna titel, som behölls 1947 och därefter. Dessutom var det den 32:a Årsskifteskonserten, för vid årsskiftet 1939/40 gavs det en Außerordentliches Konzert (extraordinär konsert) av Wienerfilharmonikerna, som dock ägde rum på nyårsafton 1939. Från 1941 dirigerades den av Clemens Krauss, med undantag för åren 1946 och 1947 då Krauss förbjöds att dirigera på grund av sin närhet till nazistregimen och ersattes av Josef Krips.
Efter Clemens Krauss död 1954 valdes Willi Boskovsky enhälligt av orkestermedlemmarna till positionen som permanent dirigent för nyårskonserten, som han dirigerade för första gången 1955 (och fram till 1979). Willi Boskovsky är ihågkommen för att han dirigerade stora delar av konserten (mestadels valserna), med violinstråken och fiolen vilande på höften (emellanåt låg den på ett litet bord bredvid dirigentpulten). Han använde ytterst sällan en taktpinne.
Enskilda musikstycken ackompanjerades av balettinspelningar. Medlemmar ur baletten i Wiener Staatsoper dansade och koreografin gjordes av Dia Luca.
Den andra delen av nyårskonserten sändes på TV. Det var ett Eurovision-program för andra året gemensamt producerat av österrikiska ORF och Zweite Deutsches Fernsehen (ZDF). Genom ett samarbete 1966 med Intervision – en institution jämförbar med Eurovision i dåtidens socialistiska länder – sändes Wienerfilharmonikernas nyårskonsert till Östtyskland, Rumänien och Ungern.
Förutom i Österrike sändes programmet i Belgien, Västtyskland, Frankrike, Storbritannien, Italien, Nederländerna, Sverige, Schweiz, Finland, Norge, Spanien, Danmark, Luxemburg, Portugal, Irland och Jugoslavien. Totalt sändes det i 20 länder.

## Program

### 1:a delen
1. Johann Strauss den yngre: Ouvertyr till operetten Der Zigeunerbaron
2. Josef Strauss: Transactionen, Vals, op. 258
3. Eduard Strauß: Augensprache, Polka française, op. 119
4. Johann Strauss den yngre: Stürmisch in Lieb' und Tanz, Polka schnell, op. 393*
5. Johann Strauss den yngre: Lagunen-Walzer, op. 411
6. Josef Strauss: Eingesendet, Polka schnell, op. 240

### 2:a delen
1. Johann Strauss den yngre: Ouvertyr till operetten Indigo und die 40 Räuber
2. Johann Strauss den yngre: Wiener Blut, Vals, op. 354
3. Johann Strauss den äldre: Beliebte Annen-Polka, op. 137
4. Josef Strauss: Plappermäulchen (Musikalischer Scherz), Polka schnell, op. 245
5. Josef Strauss: Feuerfest!, Polka française, op. 281
6. Josef Strauss: Dynamiden, Vals, op. 173
7. Eduard Strauß: Ohne Aufenthalt, Polka schnell, op. 112*
8. Johann Strauss den yngre: Neue Pizzicato-Polka, op. 449
9. Josef Strauss: Jokey-Polka, Polka schnell, op. 278
10. Johann Strauss den yngre: Csárdás ur operan Ritter Pásmán, op. 441

### Extranummer
1. Johann Strauss den yngre: Champagner-Polka, Musikalischer Scherz, op. 211
2. Johann Strauss den yngre: An der schönen blauen Donau, Vals, op. 314
3. Johann Strauss den äldre: Radetzkymarsch, op. 228

Verkförteckningen och verkens ordning finns på Wienerfilharmonikernas webbplats.
De verk markerade med * stod för första gången på programmet till en Nyårskonsert.

## Weblänkar
- Programmet till nyårskonserten 1971 på wienerphilharmoniker.at